# 龔心釗
龔心釗（1870年—1949年），字怀希，号仲勉，安徽省廬州府合肥縣人，祖籍江西臨川，清末民初學者、外交家。光緒進士。

## 生平
龔心釗为明末江左三大家之一的龔鼎孳之后，晚清外交官龚照瑗之子。光緒二十一年（1895年）参加光緒乙未科殿試，登進士二甲50名。同年五月，改翰林院庶吉士。光緒二十九年四月，散館，授翰林院編修。曾出使英、法等国。宣统年间，出任大清驻加拿大首任总领事。

## 收藏
龚心钊笃好文物，所藏精品颇多。1960年，其后辈将其所传500余件文物捐献给上海市文物管理委员会，受到政府表彰。